# Raphael Thattil

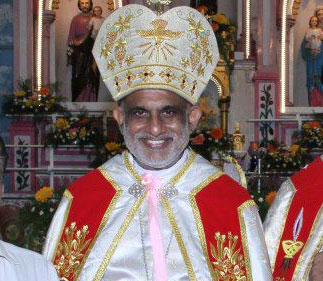
Raphael Thattil (2012)

Raphael Thattil (Malayalam റാഫേൽ തട്ടിൽ; * 21. April 1956 in Thrissur, Kerala) ist ein indischer Geistlicher und Großerzbischof von Ernakulam-Angamaly. Er ist das Oberhaupt der syro-malabarischen Kirche.

## Leben
Raphael Thattil wurde am 30. April 1956 in Thrissur getauft. Er besuchte das St. Thomas College in Thrissur und ab 1971 das Kleine Seminar St. Mary in Thope. Anschließend studierte er Philosophie und Katholische Theologie am Priesterseminar St. Thomas Apostle in Kottayam. Thattil empfing am 21. Dezember 1980 in der Basilika Unserer Lieben Frau der Schmerzen in Thrissur durch den Bischof von Trichur, Joseph Kundukulam, das Sakrament der Priesterweihe für das Bistum Trichur.
Thattil war nach der Priesterweihe zuerst als Pfarrvikar in Aranattukara tätig, bevor er 1982 Disziplinarpräfekt und stellvertretender Prokurator am Kleinen Seminar St. Mary in Thope wurde. Nachdem er 1983 kurzzeitig als Pfarrvikar in Koonammoochy und in Cherumkuzhy gewirkt hatte, wurde er für weiterführende Studien nach Rom entsandt. Dort wurde er 1988 am Päpstlichen Orientalischen Institut mit der Arbeit Clerical Formation in the Syro Malabar Church: A Historico-Juridical Study („Klerikerausbildung in der syro-malabarischen Kirche: Eine historisch-juristische Studie“) im Fach Ostkirchenrecht promoviert. Nach der Rückkehr in seine Heimat fungierte Thattil zunächst als stellvertretender Kanzler der Kurie und ab 1991 als Vizerektor des Kleinen Seminars St. Mary in Thope. Danach leitete er das Diocesan Biblical Catechetical Liturgical Centre (1992–1995). Von 1995 bis 2000 wirkte er als Kanzler der Kurie sowie als Richter und Vizeoffizial am Kirchengericht des Erzbistums Trichur. Zudem war er von 1998 bis 2007 Regens des Priesterseminars Mary Matha. 2007 wurde Thattil Protosynkellos des Erzbistums Trichur.
Die vom 10. bis 15. Januar 2010 auf dem Mount Saint Thomas bei Ernakulam tagende Synode der syro-malabarischen Bischöfe wählte ihn zum Weihbischof in Trichur. Papst Benedikt XVI. bestätigte diese Wahl am 15. Januar 2010 und ernannte ihn zum Titularbischof von Buruni. Der Erzbischof von Trichur, Andrews Thazhath, spendete ihm am 10. April desselben Jahres in der Kathedrale Our Lady of Lourdes in Thrissur die Bischofsweihe; Mitkonsekratoren waren der Bischof von Palghat, Jacob Manathodath, und der emeritierte Erzbischof von Trichur, Jacob Thoomkuzhy. Sein Wahlspruch To be broken and given („Gebrochen und hingegeben“) stammt aus Mt 26,26 . Papst Franziskus bestellte ihn am 11. Januar 2014 zusätzlich zum Apostolischen Visitator für die syro-malabarischen Christen in Indien, die außerhalb des angestammten Territoriums dieser Kirche eigenen Rechts leben.
Mit der Errichtung der Eparchie Shamshabad am 10. Oktober 2017 ernannte ihn Papst Franziskus zu deren erstem Diözesanbischof. Die Amtseinführung erfolgte am 7. Januar 2018.
Am 9. Januar 2024 wählte ihn die auf dem Mount Saint Thomas tagende Synode der syro-malabarischen Bischöfe zum Großerzbischof von Ernakulam-Angamaly und damit zum Oberhaupt der syro-malabarischen Kirche. Papst Franziskus bestätigte die Wahl am selben Tag. Die Amtseinführung erfolgte am 11. Januar 2024. Dessen ungeachtet blieb der bisherige Apostolische Administrator Bosco Puthur noch ein Jahr im Amt. Mit dessen Rücktritt stelle die Synode der syro-malabarischen Bischöfe Thattil am 11. Januar 2025 mit dem Erzbischof von Tellicherry, Joseph Pamplany, einen großerzbischöflichen Vikar zur Seite.